# Wojciech Jankowiak (scenograf)
Wojciech Jankowiak (ur. 15 września 1947 we Wrocławiu, zm. 3 lipca 2019 tamże) – polski scenograf teatralny i telewizyjny, także pedagog. Zajmował się również projektami wystawienniczymi oraz architekturą wnętrz. Zrealizował wiele scenografii dla wrocławskiego Ośrodka Telewizji Polskiej, w latach 1986–1990 był zastępcą redaktora naczelnego do spraw artystycznych TVP Wrocław. Jako scenograf teatralny początkowo związany był głównie z Teatrem Polskim we Wrocławiu (1980–1998), później, oprócz scen wrocławskich, współpracował z teatrami m.in. w Warszawie, Krakowie, Katowicach, Poznaniu, Łodzi, Rzeszowie, Zabrzu oraz Jeleniej Górze, a także w Bułgarii, Czechach, Danii, Izraelu i na Litwie. Wykładał we wrocławskiej filii Państwowej Wyższej Szkoły Teatralnej im. Ludwika Solskiego w Krakowie, następnie był profesorem Akademii Sztuk Pięknych im. Eugeniusza Gepperta we Wrocławiu

## Życiorys
Studiował w Państwowej Wyższej Szkole Sztuk Plastycznych we Wrocławiu rzeźbę, a potem ceramikę, w roku 1973 obronił pracę dyplomową w Katedrze Ceramiki ówczesnego Studium Ceramiki i Szkła. Podczas studiów nawiązał współpracę z teatrami studenckimi Nawias i Kalambur, dla których projektował oprawy plastyczne do szeregu spektakli. Działał również w Studenckim Teatrze Pantomimy Gest.
Będąc jeszcze studentem, w roku 1968 rozpoczął współpracę z wrocławskim Ośrodkiem Telewizji Polskiej, początkowo pełniąc funkcję asystenta scenografa, od 1973 jako samodzielny scenograf. Pierwszą dekoracją do Teatru Telewizji była Wina (1974) w reż. Wandy Laskowskiej.
Na scenie zawodowego teatru dramatycznego zadebiutował w roku 1974 scenografią do przedstawienia Księżniczka na opak wywrócona w reż. E. Kołogórskiej w Teatrze Dramatycznym w Wałbrzychu.
W roku 1975 podjął współpracę z Michałem Jędrzejewskim, w tamtym okresie głównym scenografem TVP Wrocław. W latach 1975–1995 powstało ponad 30 wspólnych realizacji telewizyjnych i teatralnych. W Teatrze Telewizji były to m.in. przedstawienia w reżyserii Kazimierza Brauna (Stara kobieta wysiaduje, 1976), Wiesława Wodeckiego (nagrodzona Złotym Ekranem Sprawa, 1977, Kapitan z Koepenick, 1978, Śmierć Tarełkina, 1981) i Jacka Bunscha (Bobok, 1990). W roku 1978 pojawiły się wspólne scenografie teatralne do Kartoteki w reż. K. Brauna w Teatrze Sofia w stolicy Bułgarii oraz do Kiedy przychodzi anioł w Teatrze Współczesnym we Wrocławiu, także w reż. K. Brauna.
Równocześnie w latach 1976–1978 zatrudnił się jako scenograf w Zespołach Filmowych w Warszawie, gdzie był współpracownikiem Bolesława Kamykowskiego m.in. przy filmie Czerwone ciernie w reż. J. Dziedziny (1976).
Po roku 1980 zaangażował się także we współtworzenie założonego we Wrocławiu przez Jacka Wekslera Teatru Wędrującego (Gusła, 1987).
W latach 1980–1998 był głównie związany z Teatrem Polskim we Wrocławiu. Pierwszą  pozycją zrealizowaną razem z M. Jędrzejewskim na tej scenie było Wesele w reż. Igora Przegrodzkiego (1980), następnie powstały: m.in. Transatlantyk (1981) w reż. Eugeniusza Korina, Woyzek (1983), Na czworakach (1985), Balkon (1987) oraz Najwyborniejsza opowieść o kupcu weneckim (1989, powtórzona w 1990 w Teatrze Polskim w Warszawie) w reż. Tadeusza Minca, jak również cykl spektakli Witkacego (Szewcy, 1982, Oni, 1984, Janulka, córka Fizdejki, 1986), Gombrowicza (Historia, 1985), a także Iwanow (1989) i Gracz (1995) w reż. Jacka Bunscha. Szewcy zostali nagrodzeni Złotą Statuetką Fredry jako spektakl sezonu, natomiast scenografia do Janulki zdobyła nagrodę na XII Opolskich Konfrontacjach Teatralnych, Opole 1986. Spektakle Szewcy, Historia oraz Iwanow prezentowano na festiwalach we Francji, Hiszpanii i Rosji. W roku 1985 otrzymał także razem z M. Jędrzejewskim Nagrodę miasta Wrocławia za twórcze dokonania w zakresie scenografii teatralnej. Krytyka dostrzegała w tych spektaklach silną rolę plastyki i komponowanie przestrzeni scenicznej, które określa kierunek interpretacji i nadaje sens.
W Teatrze Telewizji podejmował też samodzielne realizacje scenograficzne do spektakli w reż. E. Korina (Kosmos, 1988), J. Bunscha (Szalona lokomotywa, 1988, Gyubal Wahazar, 1993), Wojciecha Adamczyka (Montserat, 1990, Wariatka z Chaillot, 1992), Macieja Dejczera (Roberto Zucco, 1993) czy Jerzego Jarockiego (Kasia z Heilbronnu, 1995). W latach 1986–1990 był zastępcą redaktora naczelnego do spraw artystycznych Ośrodka TVP Wrocław.
Poza współpracą M. Jędrzejewskim na scenach Teatru Polskiego we Wrocławiu przygotował przedstawienia m.in. w reż. J. Bunscha (Dzieci Arbatu, 1988, Biesiada u hrabiny Kotłubaj, 1990), W. Adamczyka (Amadeusz, 1991), Jana Szurmieja (Ósmy krąg, 1989, Przygody Tomka Sawyera, 1996), Feliksa Falka (Matka Joanna od Aniołów, 1993), J. Jarockiego (Kasia z Heilbronnu, 1994) oraz Walerego Fokina (Nasz człowiek, 1998). Spektakl Biesiada u hrabiny Kotłubaj otrzymał nagrodę zespołową dla aktorów i realizatorów na XVII Opolskich Konfrontacjach Teatralnych, Opole 1991, Ósmy krąg oraz Kasia z Heilbronnu zdobyły Złote Statuetki Fredry, jako wydarzenia artystyczne roku (1990 i 1995).
W tym okresie podejmował również realizacje zagraniczne. W Odense Teater w Danii zaprojektował Wariata i zakonnicę Witkacego (1992) oraz Iwonę, księżniczkę Burgunda W. Gombrowicza (1993) w reż. Jacka Bunscha, które spotkały się z uznaniem krytyki. W roku 1999 w Czechach zrealizował Kasię z Heilbronnu w reż. Zbigniewa Zasadnego (Moravské divadlo Olomouc).
Spektakl muzyczny Ósmy krąg (1989) rozpoczął długoletnią współpracę z reżyserem Janem Szurmiejem, która obejmowała różne odmiany teatru muzycznego, w tym także musicale. Powstawały duże formy sceniczne, we wszystkich inscenizację dopełniały kostiumy zaprojektowane przez Martę Hubkę. Były to m.in. nagrodzony Złotą Statuetką Fredry Skrzypek na dachu (1991) oraz polska prapremiera musicalu Cabaret (1992) w Teatrze Muzycznym we Wrocławiu, cykl spektakli w warszawskim Teatrze Roma: Piaf (1993), Ania z Zielonego Wzgórza (1993), Sztukmistrz z Lublina (1994), jak również Księga dżungli (Wrocław, 1998), Zorba (Łódź, 2000), ponownie Skrzypek na dachu (Warszawa, 2002 oraz Kraków, 2003) i Piaf (Zielona Góra, 2014 oraz Rzeszów, 2018). Inscenizacja Sztukmistrza z Lublina była powtarzana wielokrotnie w różnych wersjach (Lublin, 1992, Wrocław, 1998, Rzeszów, 2002, Warszawa, 2004, Kraków, 2004), ponadto odbyło się tournée wersji niemieckiej (Niemcy, Szwajcaria, Austria, Holandia, 1998–2000), a także premiery w Teatrze Muzycznym w Kłajpedzie na Litwie oraz w Yiddishpiel Theater w Tel Awiwie w Izraelu. Przedstawienie izraelskie przyniosło reżyserowi Srebrnego Oskara w kategorii Spektakl Roku 2008.
W roku 2003 powstał spektakl Wielka woda w Teatrze Rampa w Warszawie, wystawiony także w Jeleniej Górze (2003) i Rzeszowie (2015). W 2012 w Teatrze Żydowskim odbyła się premiera spektaklu Ach, Odessa–Mama..., zrealizowanego również w Lubuskim Teatrze w Zielonej Górze (2014) gdzie Szurmiej pokazał jeszcze Siostrunie (2013) oraz George & Ira Gershwin (2017), zyskując nagrody publiczności (Leon 2013, 2014 i 2015).
Wystawione w roku 2018 Xięgi Szulza w Teatrze Polskim we Wrocławiu nabrały cech autorskich, bo oprócz scenografii stworzył scenariusz razem z reżyserem Janem Szurmiejem. W roku 2019 miały premiery spektakle muzyczne Marlene Dietrich – Błękitny Anioł w Teatrze im. W. Siemaszkowej w Rzeszowie oraz Śmierć pięknych saren w Teatrze Bagatela w Krakowie.
Wielokrotnie współpracował z Henrykiem Adamkiem, w takich teatrach, jak: Teatr Polski we Wrocławiu: Niemcy (1984), Teatr Nowy w Zabrzu, gdzie powstały m.in. Nieboska Komedia (1988), nagrodzone Złotą Maską dla reżysera Pieszo (1990), Fizycy (1993), Scrooge. Opowieść wigilijna  (2015), Teatr Zagłębia w Sosnowcu: Tango (1997), Fantazy (2001), Kandyd, czyli optymizm (2005), a także Teatr Śląski w Katowicach: Kot i mysz (1995), Bóg mordu (2010). Razem realizowali również spektakle w Częstochowie, Bielsku, Jeleniej Górze i Olsztynie, a do większości przedstawień kostiumy projektowała Marta Hubka.
Ponadto pracował z reżyserami: Wojciechem Adamczykiem (m.in. Wizyta starszej pani, Warszawa, 1993 oraz Pajace, Kraków, 2001, jak również inne spektakle operowe i operetki), Bogdanem Toszą, Januszem Zaorskim, Bogdanem Kocą i Ewą Markowską. Spektakl Kram Karoliny w reż. E. Markowskiej w Teatrze Śląskim w Katowicach zdobył Złotą Maskę za scenografię w roku 1993.
Ogółem zaprojektował ok. 40 scenografii dla Teatru Telewizji oraz ponad 150 na scenach dramatycznych i muzycznych.
Był również autorem lub współautorem szeregu projektów wystawienniczych. Od połowy lat siedemdziesiątych XX w. uczestniczył w realizacjach wystaw teatralnych powstających z inicjatywy Muzeum Historycznego (obecnie Muzeum Miejskie Wrocławia) m.in.: 30 lat teatru na Dolnym Śląsku (1975), 20 lat wrocławskiego Teatru Pantomimy (1976), 30 lat wrocławskiego Teatru Współczesnego (1978), 30 lat Wrocławskiego Teatru Lalek (1977), ekspozycja Wrocławskich teatrów oblicza (1984) i inne. Był koordynatorem realizacji w zespole, który opracował serię siedmiu wystaw podczas Dni Wrocławia w Wiedniu (Wrocław pozdrawia Wiedeń – Wrocław Grüsst Wien) w roku 1980. W roku 1992 odbyła się ekspozycja wrocławska w Pawilonie Polskim (Dni Wrocławia) na Expo 92 w Sewilli (współautorzy: M. Jędrzejewski i M. Hubka). Przygotował także autorskie wystawy razem z M. Jędrzejewskim: Wojciech Jankowiak, Michał Jędrzejewski. Scenografia i nie tylko scenografia (Klub Dziennikarza, Wrocław 1986) oraz Wojciech Jankowiak, Michał Jędrzejewski. Wystawa scenografii, (Muzeum Historyczne, Wrocław 1987).
Zajmował się również architekturą wnętrz, projektując samodzielnie lub w zespołach wystroje placówek handlowych (m.in. sale III piętra Domu Towarowego Centrum „Renoma”, Wrocław 1977), później razem z M. Hubką m.in. Dom Restauracyjny Gessler, Warszawa (1993), Restaurację Galicja, Wrocław (2000) czy Stary Port w Bydgoszczy (2001). Uczestniczył również w projektowaniu obiektów kulturalnych, jak np. Scena na Świebodzkim Teatru Polskiego we Wrocławiu (1995).
Jako pedagog rozpoczął od godzin zleconych, potem w latach 1982–1986 prowadził regularne zajęcia we wrocławskiej filii Państwowej Wyższej Szkoły Teatralnej im. Ludwika Solskiego w Krakowie (obecnie Akademia Sztuk Teatralnych im. Stanisława Wyspiańskiego). Od 2010 był wykładowcą, adiunktem, a następnie profesorem w Katedrze Scenografii Akademii Sztuk Pięknych im. Eugeniusza Gepperta we Wrocławiu. W roku 2014 uzyskał stopień doktora habilitowanego w dziedzinie sztuk plastycznych.
Zmarł w roku 2019. Został pochowany na cmentarzu w Kamieńcu Ząbkowickim.

## Nagrody i odznaczenia
- 1985: Nagroda miasta Wrocławia za twórcze dokonania w zakresie scenografii teatralnej (wspólnie z  M. Jędrzejewskim)
- 1986: Opole − XII Opolskie Konfrontacje Teatralne – nagroda za scenografię do przedstawienia Janulka, córka Fizdejki w Teatrze Polskim we Wrocławiu (wspólnie z M. Jędrzejewskim)
- 1991: Opole − XVII Opolskie Konfrontacje Teatralne − nagroda zespołowa dla aktorów i realizatorów spektaklu Biesiada u hrabiny Kotłubaj według Witolda Gombrowicza w Teatrze Polskim we Wrocławiu
- 1993: Złota Maska za scenografię do przedstawienia Kram Karoliny w Teatrze Śląskim w Katowicach (wraz z M. Hubką, kostiumy)
- 2018: Srebrny Medal „Zasłużony Kulturze Gloria Artis”

## Wybrane realizacje scenograficzne

### Teatr Telewizji
- 1974: M. Szabó, Wina, reż. W. Laskowska
- 1974: T. Różewicz, Stara kobieta wysiaduje, (wspólnie z Michałem Jędrzejewskim), reż. K. Braun, emisja 1975
- 1976: A. Suchowo–Kobylin, Małżeństwo Kreczyńskiego, (z M. Jędrzejewskim), reż. J. Burski, W. Wodecki
- 1977: A. Suchowo–Kobylin, Sprawa, (z M. Jędrzejewskim), reż. W. Wodecki
- 1977: R. Duncan, Abelard i Heloiza, reż. J. Burski
- 1978: C. Zuckmayer, Kapitan z Koepenick, (z M. Jędrzejewskim), reż. W. Wodecki
- 1980: S. Grochowiak, Okapi, reż. R. Ber
- 1981: A. Suchowo–Kobylin, Śmierć Tariełkina, (z M. Jędrzejewskim), reż. W. Wodecki
- 1984: W. Gombrowicz, Transatlantyk, (z M. Jędrzejewskim), reż. E. Korin
- 1988: S.I. Witkiewicz, Szalona lokomotywa, reż. J. Bunsch
- 1988: W. Gombrowicz, Kosmos, reż. E. Korin
- 1990: E. Robles, Montserat, reż. W. Adamczyk
- 1990: F. Dostojewski, Bobok, (z M. Jędrzejewskim), reż. J. Bunsch
- 1991: W. Wysocki, Ósmy krąg, reż. J. Szurmiej
- 1992: J. Giraudoux, Wariatka z Chaillot, reż. W. Adamczyk
- 1993: B.M. Koltès, Roberto Zucco, reż. M. Dejczer
- 1993: S.I. Witkiewicz, Gyubal Wahazar, reż. J. Bunsch
- 1994: H. von Kleist, Kasia z Heilbronnu, reż. J. Jarocki

### Spektakle teatralne
- 1974: P. Calderon de la Barca, Księżniczka na opak wywrócona, reż. E. Kołogórska, Teatr Dramatyczny, Wałbrzych
- 1974: S. Mrożek, Tango, reż. J. Burski, Teatr im. C.K. Norwida, Jelenia Góra
- 1978: T. Różewicz, Kartoteka, (wspólnie z Michałem Jędrzejewskim), reż. K. Braun, Teatr Sofia, Sofia, (Bułgaria)
- 1978: T. Karpowicz, Kiedy przychodzi anioł, (z M. Jędrzejewskim), reż. K. Braun, Teatr Współczesny, Wrocław
- 1981: S. Wyspiański, Wesele, (z M. Jędrzejewskim), reż. I. Przegrodzki, Teatr Polski, Wrocław
- 1982: W. Gombrowicz, Transatlantyk, (z M. Jędrzejewskim), reż. E. Korin, Teatr Polski, Wrocław
- 1982: S.I. Witkiewicz, Szewcy, (z M. Jędrzejewskim), reż. J. Bunsch, Teatr Polski, Wrocław
- 1983: G. Büchner, Woyzek, (z M. Jędrzejewskim), reż. T. Minc, Teatr Polski, Wrocław
- 1984: L. Kruczkowski, Niemcy, (z M. Jędrzejewskim), reż. H. Adamek, Teatr Polski, Wrocław
- 1984: S.I. Witkiewicz, Oni, (z M. Jędrzejewskim), reż. J. Bunsch, Teatr Polski, Wrocław
- 1985: T. Różewicz, Na czworakach, (z M. Jędrzejewskim), reż. T. Minc, Teatr Polski, Wrocław
- 1985: W. Gombrowicz, Historia, (z M. Jędrzejewskim), reż. J. Bunsch, Teatr Polski, Wrocław
- 1986: S.I. Witkiewicz, Janulka, córka Fizdejki, (z M. Jędrzejewskim),  reż. J. Bunsch, Teatr Polski, Wrocław
- 1987: J. Szymkiewicz, J. Weksler, Dziady – Gusła,  reż. J. Weksler, Teatr Wędrujący, Wrocław
- 1987: J. Genet, Balkon, (z M. Jędrzejewskim), reż. T. Minc, Teatr Polski, Wrocław
- 1988: Z. Krasiński, Nie-Boska komedia, reż. H. Adamek, Teatr Nowy, Zabrze
- 1988: A. Rybakow, Dzieci Arbatu, reż. J. Bunsch, Teatr Polski, Wrocław
- 1989: A. Czechow, Iwanow, (z M. Jędrzejewskim), reż. J. Bunsch, Teatr Polski, Wrocław 1989
- 1989: W. Wysocki, Ósmy krąg, reż. J. Szurmiej, Teatr Polski, Wrocław
- 1989: W. Shakespeare, Najwyborniejsza opowieść o kupcu weneckim, (z M. Jędrzejewskim), reż. T. Minc, Teatr Polski, Wrocław i Teatr Polski, Warszawa 1990
- 1990: S. Mrożek, Pieszo, reż. H. Adamek, Teatr Nowy, Zabrze
- 1990: W. Gombrowicz, Biesiada u hrabiny Kotłubaj,  reż. J. Bunsch, Teatr Polski, Wrocław
- 1991: J. Bock, Skrzypek na dachu, reż. J. Szurmiej, Teatr Muzyczny–Operetka Wrocławska, Wrocław
- 1991: P. Schaffer, Amadeusz, reż. W. Adamczyk, Teatr Polski, Wrocław
- 1992: F. Dürrenmatt, Fizycy,  reż. H. Adamek, Teatr Nowy, Zabrze
- 1992: I.B. Singer, Sztukmistrz z Lublina, reż. J. Szurmiej, Teatr im. J. Osterwy, Lublin
- 1992: J. Kander, Cabaret,  reż. J. Szurmiej, Teatr Muzyczny–Operetka Wrocławska, Wrocław
- 1992: M. de Ghelderode, Kram Karoliny,  reż. E. Markowska, Teatr Śląski; Katowice
- 1992: S.I. Witkiewicz, Wariat i zakonnica, reż. J. Bunsch, Odense Teater, Odense (Dania)
- 1993: J. Iwaszkiewicz, Matka Joanna od Aniołów, reż. F. Falk, Teatr Polski, Wrocław
- 1993: W. Gombrowicz, Iwona, księżniczka Burgunda,  reż. J. Bunsch, Odense Teater, Odense (Dania)
- 1993: P. Gems, Piaf, reż. J. Szurmiej, Operetka Warszawska, Warszawa
- 1993: L.M. Montgomery, Ania z Zielonego Wzgórza, reż. J. Szurmiej, Operetka Warszawska, Warszawa
- 1993: F. Dürrenmatt, Wizyta starszej pani, reż. W. Adamczyk, Teatr Współczesny, Warszawa
- 1994: I.B. Singer, Sztukmistrz z Lublina, reż. J. Szurmiej, Teatr Muzyczny „Roma”, Warszawa
- 1994: A. Czechow, Wiśniowy sad, reż. B. Tosza, Teatr Śląski, Katowice
- 1994: H. von Kleist, Kasia z Heilbronnu albo próba ognia, reż. J. Jarocki, Teatr Polski, Wrocław
- 1995: F. Dostojewski, Gracz, (z M. Jędrzejewskim), reż. J. Bunsch, Teatr Polski, Wrocław
- 1996: G, Grass, Kot i mysz, reż. H. Adamek, Teatr Śląski; Katowice
- 1997: S.I. Witkiewicz, Wariat i zakonnica, reż. J. Bunsch, Teatr Śląski, Katowice
- 1997: S. Mrożek, Tango, reż. H. Adamek, Teatr Zagłębia, Sosnowiec
- 1997: J. Kander, Zorba, reż. J. Szurmiej, Teatr Muzyczny–Operetka Wrocławska, Wrocław
- 1998–2000: I.B. Singer, Sztukmistrz z Lublina, reż. J. Szurmiej, Konzertdirektion Landgraf GmbH & Co – tournée Niemcy, Szwajcaria, Austria, Holandia
- 1998: R. Kołakowski, Księga dżungli, reż. J. Szurmiej, Teatr Muzyczny–Operetka Wrocławska
- 1998: A. Ostrowski, Nasz człowiek, reż. W. Fokin, Teatr Polski, Wrocław
- 1998: I.B. Singer, Sztukmistrz z Lublina, reż. J. Szurmiej, Teatr Muzyczny–Operetka Wrocławska
- 1999: H. von Keist, Kasia z Heilbronnu, reż. Z. Zasadny, Moravské divadlo Olomouc (Czechy)
- 1999: J. Bock, Skrzypek na dachu, reż. J. Szurmiej, Teatr Muzyczny. Łódź
- 2000: J. Bock, Skrzypek na dachu, reż. J. Szurmiej, Teatr Muzyczny, Teatr Muzyczny, Kłajpeda (Litwa)
- 2000: J. Kander, Zorba, reż. J. Szurmiej, Teatr Muzyczny, Łódź
- 2001: R. Kołakowski, Przygody Hucka Finna, czyli O czym dziś napisałby Mark Twain, reż. J. Szurmiej, Teatr Polski, Wrocław
- 2001: R. Leoncavallo, Pajace, reż. W. Adamczyk, Opera i operetka, Kraków
- 2001: J. Słowacki, Fantazy, reż. H. Adamek, Teatr Zagłębia, Sosnowiec
- 2002: J. Bock, Skrzypek na dachu, reż. J. Szurmiej, Teatr Żydowski, Warszawa
- 2002: I.B. Singer, Sztukmistrz z Lublina, reż. J. Szurmiej, Teatr im W. Siemaszkowej, Rzeszów
- 2003: J. Bock, Skrzypek na dachu, reż. J. Szurmiej, Teatr Bagatela, Kraków
- 2003: A. Osiecka (wg),  Wielka woda, reż. J. Szurmiej, Teatr im. C.K. Norwida, Jelenia Góra/Teatr Rampa na Targówku, Warszawa
- 2004: I.B. Singer, Sztukmistrz z Lublina, reż. J. Szurmiej, Teatr Rampa na Targówku, Warszawa
- 2004: I.B. Singer, Sztukmistrz z Lublina, reż. J. Szurmiej, Teatr Bagatela, Kraków
- 2005: Voltaire, Kandyd, czyli optymizm, reż. H. Adamek, Teatr Zagłębia, Sosnowiec
- 2008: I.B. Singer, Sztukmistrz z Lublina, reż. J. Szurmiej, Yiddishpiel Theater, Tel Awiw (Izrael)
- 2009: R. Harwood, Jesteśmy braćmi?, reż. J. Zaorski, Teatr im. C.K. Norwida, Jelenia Góra
- 2009: Ch. Dickens, Scrooge. Opowieść wigilijna, reż. H. Adamek, Teatr im. C.K. Norwida, Jelenia Góra
- 2010: Y. Reza, Bóg mordu,  reż. H. Adamek, Teatr Śląski; Katowice
- 2011: J. Bock, Skrzypek na dachu, reż. J. Szurmiej, Teatr Muzyczny, Kłajpeda (Litwa)
- 2012. H.F. Tabęcki, Ach! Odessa–Mama..., reż. J. Szurmiej, Teatr Żydowski, Warszawa
- 2013: D. Goggin, Siostrunie, reż. J. Szurmiej, Lubuski Teatr im. L. Kruczkowskiego, Zielona Góra
- 2013: P. Gems, Piaf, reż. J. Szurmiej, Lubuski Teatr im. L. Kruczkowskiego, Zielona Góra
- 2014: W. Shakespeare, Burza, reż. H. Adamek, Stowarzyszenie Teatralne Tespis, Katowice
- 2014: H.F. Tabęcki, Ach! Odessa–Mama..., reż. J. Szurmiej, Lubuski Teatr im. L. Kruczkowskiego, Zielona Góra
- 2017: G. Gershwin, George & Ira Gershwin, reż. J. Szurmiej, Lubuski Teatr im. L. Kruczkowskiego, Zielona Góra
- 2018: P. Gems, Piaf, reż. J. Szurmiej, Teatr im. W. Siemaszkowej, Rzeszów
- 2018: W. Jankowiak, J, Szurmiej, Xięgi Schulza,  reż. J. Szurmiej, Teatr Polski, Wrocław
- 2019: J, Szurmiej, Marlene Dietrich. Błękitny Anioł, reż. J. Szurmiej, Teatr im. W. Siemaszkowej, Rzeszów
- 2019: O. Pavel, Śmierć pięknych saren,  reż. J. Szurmiej, Teatr Bagatela, Kraków